# Fresia (kommun)
Fresia är en kommun i Chile.   Den ligger i provinsen Provincia de Llanquihue och regionen Región de Los Lagos, i den södra delen av landet, 900 km söder om huvudstaden Santiago de Chile.
I omgivningarna runt Fresia växer i huvudsak städsegrön lövskog. Runt Fresia är det glesbefolkat, med 11 invånare per kvadratkilometer.